# ミ・カミーノ・エス・アマルテ
『ミ・カミーノ・エス・アマルテ』（スペイン語: Mi camino es amarte）は、メキシコのテレノベラ。ラス・エストレージャスで2022年11月7日から2023年3月12日まで放送された。 主演はスサナ・ゴンサレス、ガブリエル・ソトとヒメナ・エレラ。

## 登場人物

### 主要キャラクター
ダニエラ・ガヤルド
演 - スサナ・ゴンサレス
ギレルモ・「メモ」・サントス・ペレス
演 - ガブリエル・ソト
ファウスト・ベルトラン
演 - マーク・タッチャー
カレン・ザンブラーノ
演 - ヒメナ・エレラ
ウルスラ・ヘルナンデス
演 - サラ・コラレス
アンパロ・サントス
演 - モニカ・サンチェス
ウンベルト・サントス
演 - セルジオ・レイノソ
エウジェニオ・ザンブラーノ
演 - レオナルド・ダニエル
アーロン・ペラエス
演 - ファビアン・ロブレス
セサール・ラミレス
演 - アルフレッド・ガティカ
カミーユ・ミナ
演 - イザベラ・ベルトラン
ホセ・マリア・「チェマ」・ヘルナンデス
演 - アンドレ・セバスティアン
イエスサ・「チュチータ」・ガルバン
演 - アラ・サルディバル
レオナルド・サントス
演 - フリアン・フィゲロア
ネリダ
演 - マリア・プラド
ベレニス
演 - アラセリ・アダメ
ガブリエラ・「ギャビー」・ヘルナンデス
演 - カルラ・エスキベル
フアン・パブロ・「フアンパ」・ガヤルド
演 - ロドリゴ・ブランド
グアダルーペ・「ルピタ」・ヘルナンデス
演 - ディアーナ・ハロ
セバスティアン・ザンブラーノ
演 - カルロス・サイード
マカリオ・ヘルナンデス
演 - アルベルト・エストレージャ
ヨランダ
演 - ガブリエラ・サモラ
グラシエラ・「グレース」
演 - マヤ・ティエラブランカ
エステファニア・マルドナド
演 - ニコール・クリエル
ローラ・「ラ・トレイラ」
演 - ローザ・グロリア・チャゴヤン

### その他
オリビア
演 - クラウディア・アルバレス
マルティナ
演 - イングリッド・マルツ
クラウディア・アルタミラノ
演 - モニカ・ポート
Dr.オスカル・ビラルバ
演 - マルコ・ウリエル
ホルヘ・アルタミラノ
演 - アーチー・ラフランコ
老師
演 - ビクトル・アルフレッド・ヒメネス
アルトゥーロ・ロブレス
演 - ホルヘ・ウガルデ
ズレマ
演 - ロッサナ・サン・フアン
マリソル
演 - マーサ・フリア